# Klaus Wiegrefe
Klaus Wiegrefe (* 10. April 1965 in Pinneberg) ist ein deutscher Journalist und Historiker.

## Leben
Der promovierte Historiker ist seit 1997 als Redakteur im Politikressort des Spiegel zuständig für Zeitgeschichte. Im Jahr 2005 veröffentlichte er die viel diskutierte Studie Das Zerwürfnis. Helmut Schmidt, Jimmy Carter und die Krise der deutsch-amerikanischen Beziehungen. Er ist Mitherausgeber der SPIEGEL/DVA-Bücher Der 1. Weltkrieg, Der 2. Weltkrieg und Die 50er Jahre.
Im Februar 2022 veröffentlichte Wiegrefe einen Artikel im Spiegel zum Betrugsvorwurf Putins gegen den Westen im Rahmen des Ukraine-Konflikts, bezogen nicht nur um den Zwei-plus-Vier-Vertrag 1990, sondern um alle Vereinbarungen nach dem Mauerfall mit dem späteren Fazit des Bonner Außenministers Hans-Dietrich Genscher: formal sei das alles [die NATO-Osterweiterung] in Ordnung, aber man solle sich nichts vormachen. Gegen den Geist der Absprachen von 1990 verstoße man sehr wohl.

## Werke

### Autor
- Das Zerwürfnis. Helmut Schmidt, Jimmy Carter und die Krise der deutsch-amerikanischen Beziehungen, Propyläen Verlag, Berlin 2005, ISBN 978-3-54907250-9.

### Herausgeberschaft
- mit Stephan Burgdorff: Der 1. Weltkrieg. Die Ur-Katastrophe des 20. Jahrhunderts, Deutsche Verlags-Anstalt, Stuttgart 2004, ISBN 978-3-421-05778-5.
- mit Stephan Burgdorff: Der 2. Weltkrieg. Der 2. Weltkrieg: Wendepunkt der deutschen Geschichte, Deutsche Verlags-Anstalt, Stuttgart 2005, ISBN 978-3-421-05885-0.
- mit Alfred Weinzierl: Acht Tage, die die Welt veränderten, Deutsche Verlags-Anstalt, Stuttgart 2005, ISBN 978-3-421-04682-6.
- mit Georg Bönisch: Die 50er Jahre. Vom Trümmerland zum Wirtschaftswunder, Goldmann Verlag, München 2007, ISBN 978-3-442-12975-1.
- mit Dietmar Pieper: Die Erfindung der Deutschen. Wie wir wurden, was wir sind, Goldmann Verlag, München 2008, ISBN 978-3-442-12988-1.

### SPIEGEL E-Books (Auswahl)
- Richard von Weizsäcker – Der stille Revolutionär, SPIEGEL-Verlag, Hamburg 2015.
- Franz Josef Strauß – Größe und Grenzen, SPIEGEL-Verlag, Hamburg 2015.
- SPIEGEL-Gespräche mit Helmut Schmidt, SPIEGEL-Verlag, Hamburg 2015.
- Auschwitz – Geschichte eines Vernichtungslagers, SPIEGEL-Verlag, Hamburg 2015.
- Hans-Dietrich Genscher – Diplomat der Einheit, SPIEGEL-Verlag, Hamburg 2016.